# Схакумидова, Нуриет Салимовна
Нуриет Салимовна Схакумидова (20 августа 1921; Хаштук, Тахтамукайский район, Адыгея, РСФСР, СССР — 22 июля 2023; Майкоп, Адыгея, Россия) — советская и российская театральная актриса. Заслуженная артистка РСФСР, Народная артистка Республики Адыгея.

## Биография
Родилась 20 августа 1921 года в ауле Хаштук Тахтамукайского района Республики Адыгея. Училась в краснодарской школе, окончила 2 курса Адыгейского педагогического техникума.
Диплом об окончании института, в котором обучалась Схакумидова, был получен в 1941 году, в другом городе. Вернувшись к себе на родину в Адыгею, девушка с первыми выпускниками адыгейской студии ГИТИСа, стала работать в труппе Адыгейского национального колхозно-совхозного театра. Через некоторое время театральная деятельность артистки была прервана в связи с Великой Отечественной войной. Все артисты вместе с труппой и педагогом Константином Тупоноговым отправилась на фронт. Схакумидова попала во фронтовую концертную бригаду вместе с солдатами регулярных частей, там она и прошла по долгим дорогам войны. После освобождения Майкопа от оккупантов в 1943 году, Адыгейский национальный театр возобновил свою работу и Схакумидова вернулась в Майкоп, возобновив свою театральную деятельность.
Схакумидова более полувека служила театру и сцене, создав более 200 разножанровых, художественны образов. Например после обучения в адыгейской студии ГИТИСа, она сыграла в сотнях спектаклей на сцене Русского государственного драматического театра имени А. С. Пушкина в Майкопе.
Так же Схакумидова по мимо актёрской деятельности всегда находила время для большой общественной работы и её проведения, как в самом театре, так и за его пределами.
Ушла из жизни 22 июля 2023 года в возрасте 101 года, в Майкопе.

## Звания и награды
- Заслуженная артистка РСФСР (1959)
- Народная артистка Республики Адыгея (2001)
- «Почетный гражданин города Майкопа»
- Медаль «За доблестный труд в ознаменование 100-летия со дня рождения В. И. Ленина» (1970)
- Медаль «За доблестный труд в ВОВ 1941—1945 г.г.» (1995)
- Медаль «50 лет Победы в ВОВ 1941—1945 г.г.» (1995)
- Медаль «Слава Адыгеи» (2003) — за особые заслуги в развитии театрального искусства Республики Адыгея, создание высокохудожественных сценических образов.
- Медаль «60 лет Победы в ВОВ 1941—1945 г.г.» (2004)
- Медаль «Слава Адыгеи»
- Медаль «65 лет Победы в ВОВ 1941—1945 г.г.» (2010)

## Издательства
- Большая кубанская энциклопедия: в 6 т. — Центр информационного и экономического развития печати, телевидения и радио Краснодарского края, 2005. — 462 с. — ISBN 978-5-7164-0528-8.
- Kristofor Baladzhii︠a︡n. Судьба человека, сам человек: это люди твои, Адыгея. — Адыгейское республиканское книжное изд-во, 1999. — 196 с. — ISBN 978-5-86339-056-7.
- Театр. — Искусство, 1964. — 1202 с.